# Малі Кіклади
Малі Кіклади — архіпелаг у південній частині Егейського моря в Греції.  

## Географія
Малі Кіклади розташовані на південь від острова Наксос в Егейському морі, частина архіпелагу Кіклади.

### Перелік островів
| Назва                                             | Площа (км2) | Населення (2011) |
| ------------------------------------------------- | ----------- | ---------------- |
| Андікерос (Αντίκερος)                             | 1.077       | 0                |
| Аспронісі (Ασπρονήσι)                             | 0.043       | 0                |
| Гларонісі (Гларос) (Γλαρονήσι, Γλάρος)            | 0.260       | 0                |
| Іраклія (Ηρακλειά)                                | 18.1        | 141              |
| Керос (Κέρος)                                     | 15.042      | 0                |
| Донуса (Δονούσα)                                  | 13.7        | 167              |
| Даскаліо (Δασκαλειό, Δασκαλιό)                    | 0.015       | 0                |
| Шинуса (Σχοινούσσα, Σχοινούσα)                    | 8.1         | 256              |
| Ано-Куфонісі (Άνω Κουφονήσι)                      | 5.77        | 399              |
| Като-Куфонісі (Κάτω Κουφονήσι)                    | 3.9         | 0                |
| Макарес (Μακάρες, Μακάριοι)                       | 3.7         | 0                |
| Ано-Антикері (Άνω Αντικέρι)                       | 1.077       | 0                |
| Като-Антикері (Κάτω Αντικέρι, Δρίμα)              | 1.079       | 2                |
| Прасіні, Агія-Параскеві (Πρασίνη (Αγία Παρασκευή) | 0,275       | 0                |

## Історія
Як показали розкопки, острови були заселені ще в доісторичну епоху.